# Nebraska Cornhuskers football
La squadra di football dei Nebraska Cornhuskes rappresenta l'Università del Nebraska-Lincoln. I Cornhuskers competono nella Football Bowl Subdivision (FBS) della National Collegiate Athletics Association (NCAA) e nella Big Ten Conference. La stagione 2023 sarà la prima per Matt Rhule come capo-allenatore. Dalla sua nascita nel 1980, Nebraska ha vinto cinque titoli nazionali, 46 titoli di conference e ha avuto nelle proprie file tre vincitori dell'Heisman Trophy. Con tre titoli vinti tra il 1994 e il 1997, gli Huskers divennero la prima squadra da Notre Dame a vincere tre campionati nell'arco di quattro anni. Inoltre la squadra ha avuto cinque stagioni da imbattuta non avendo però vinto il titolo nazionale: nel 1902, 1903, 1913, 1914 e 1915.

## Storia
Nata nel 1890, la squadra di football ebbe un successo immediato per Nebraska: il programma infatti ebbe una sola annata perdente (1-7-1 nel 1899) nelle prime ventotto stagioni. Uno dei suoi primi atleti atleti di spicco fu l'afroamericano George Flippin, primo All-American della squadra e causa di problemi con l'allora razzista squadra di Missouri, che si rifiutò di scendere in campo in una partita del 1892.

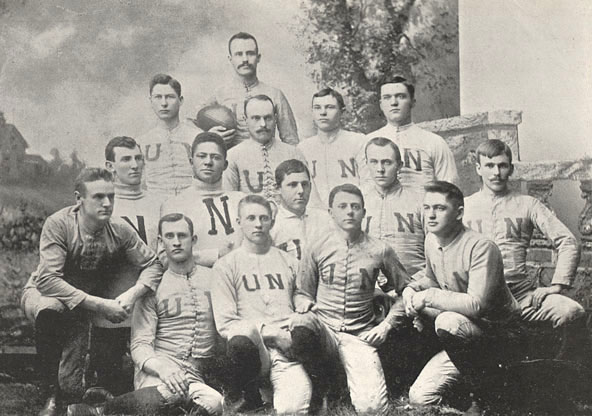
La squadra del 1891.

Con l'avvento della prima guerra mondiale e l'influenza del 1918, il football ebbe una contrazione. Nebraska fu una delle squadre che risentì di questo calo, segnando record negativi verso la fine degli anni '10, ma tornando competitiva dal 1921 grazie all'avvento del capo-allenatore Fred Dawson. All'epoca, la squadra da battere era quella di Notre Dame, guidata dai cosiddetti “Four Horsemen”: Notre Dame perse solo due gare nei tre anni in cui fu in campo quel quartetto, entrambe contro gli Huskers. Nel 1929 Dana X. Bible, allenatore proveniente da stagioni con di elevato livello con Texas A&M, succedette a Dawson. rimanendo al timone di Nebraska fino al 1936, conquistando sei titoli di conference in otto anni.
Il primo bowl a cui partecipò Nebraska fu il Rose Bowl del 1941, perso contro Stanford; la successiva entrata in guerra degli Stati Uniti segnò un nuovo periodo negativo per la squadra dell'istituto. Anche dopo la fine del conflitto, Nebraska continuò a rimanere nell'anonimato fino all'inizio degli anni '60. Con l'arrivo Bob Devaney, ed il suo assistente Tom Osborne, vi fu un'inversione di tendenza e la squadra si aggiudicò i suoi primi due titoli nazionali, conquistati entrambi con la vittoria dell'Orange Bowl.
Devaney, al termine della stagione 1972, passò al ruolo di direttore del dipartimento atletico dell'università. Al suo posto, venne promosso Osborne, il quale vi rimase fino al 1997. Nelle sue 25 stagioni da capo-allenatore, questi vinse sempre almeno 9 partite all'anno, conquistando 13 titoli di conference e tre titoli nazionali, nel 1994, 1995 (questi due con un record complessivo di 25-0, un risultato mai fatto registrare dai tempi di Oklahoma nel biennio '55-'56) e 1997. Dopo quest'ultima vittoria, Osborne si dimise dal ruolo di allenatore. Le travagliate stagioni successive videro la gestione Pedersen-Callahan che portò la squadra alla sua prima stagione con più sconfitte che vittorie dal 1961. Inoltre, le cinque sconfitte consecutive subite dal 2007 non avevano precedenti dal 1958 per gli Huskers. Osborne, tornato nel frattempo come direttore atletico ad interim, licenziò Callahan il giorno dopo la fine della stagione e richiamò l'ex coordinatore difensivo Bo Pelini, che aveva lasciato lo staff della squadra prima della gestione Callahan. Nel 2012, Nebraska è uscita dalla storica Big XII Conference per aderire alla Big Ten, di cui rappresenta l'università più meridionale, nel cuore delle aree di influenza di SEC e Big XII.

## Titoli nazionali
| Anno                        | Allenatore  | Selettore      | Record | Bowl         |
| --------------------------- | ----------- | -------------- | ------ | ------------ |
| 1970¹                       | Bob Devaney | AP             | 11-0-1 | Vinto Orange |
| 1971                        | Bob Devaney | AP, Allenatori | 13-0   | Vinto Orange |
| 1994                        | Tom Osborne | AP, Allenatori | 13-0   | Vinto Orange |
| 1995                        | Tom Osborne | AP, Allenatori | 12-0   | Vinto Fiesta |
| 1997²                       | Tom Osborne | Allenatori     | 13-0   | Vinto Orange |
| Totale titoli nazionali – 5 |             |                |        |              |

1. Condiviso con Texas*
2. Condiviso con Michigan

## Premi individuali

### Vincitori dell'Heisman Trophy
| Anno | Nome           | Ruolo |
| 1972 | Johnny Rodgers | RB    |
| 1983 | Mike Rozier    | RB    |
| 2001 | Eric Crouch    | QB    |

### Membri della College Football Hall of Fame

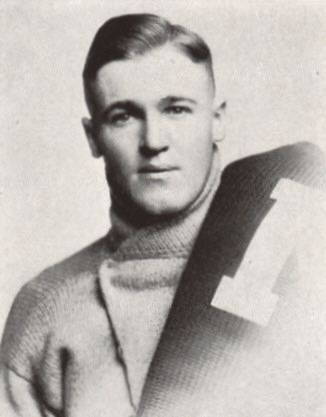
Guy Chamberlin.

Ventidue tra giocatori e allenatori di Nebraska sono stati inseriti nella College Football Hall of Fame:

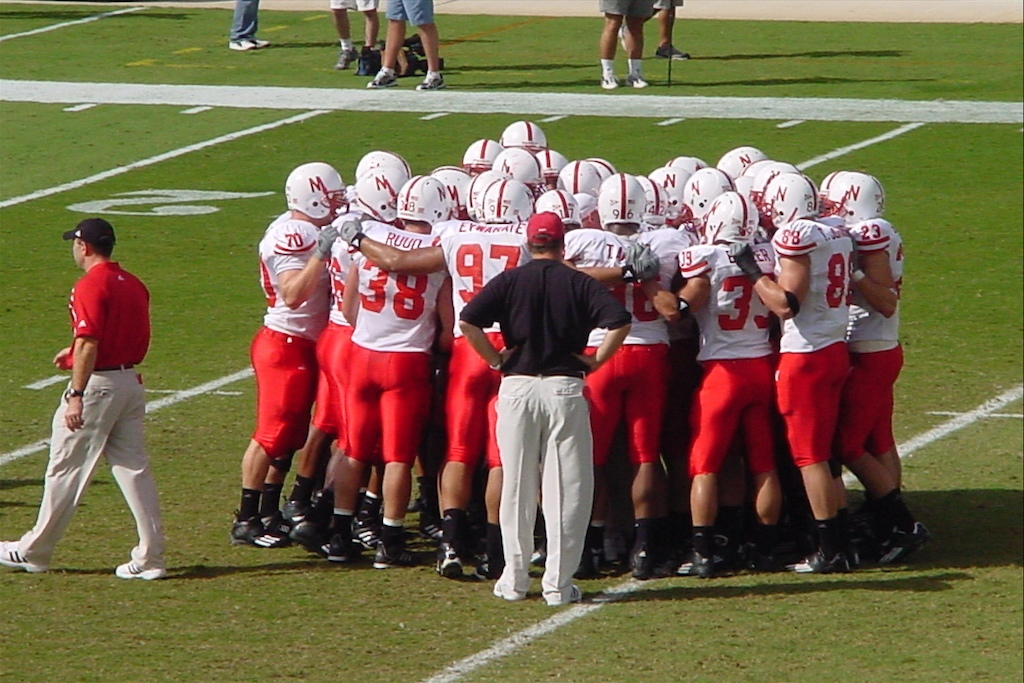
Una partita del 2003.

| Nome                    | Ruolo            | Anni a NU | Anno |
| Dana Bible              | Coach            | 1929-36   | 1951 |
| Ed Weir                 | Tackle           | 1923-25   | 1951 |
| Fielding Yost           | Coach            | 1898      | 1951 |
| George Sauer            | Fullback         | 1931-33   | 1954 |
| Lawrence Jones          | Coach            | 1937-41   | 1954 |
| Eddie “Robbie” Robinson | Coach            | 1896-97   | 1955 |
| Guy Chamberlin          | Halfback/End     | 1913-15   | 1962 |
| Clarence Swanson        | End              | 1918-20   | 1973 |
| Sam Francis             | Fullback         | 1934-36   | 1977 |
| Bob Devaney             | Coach            | 1962-72   | 1981 |
| Bobby Reynolds          | Halfback         | 1950-52   | 1984 |
| Forrest Behm            | Tackle           | 1938-40   | 1988 |
| Wayne Meylan            | Middle Guard     | 1965-67   | 1991 |
| Bob (Boomer) Brown      | Guard            | 1961-63   | 1993 |
| Rich Glover             | Middle Guard     | 1970-72   | 1995 |
| Dave Rimington          | Center           | 1979-82   | 1997 |
| Tom Osborne             | Coach            | 1973-97   | 1999 |
| Johnny Rodgers          | Halfback         | 1970-72   | 2000 |
| Mike Rozier             | Running Back     | 1981-83   | 2006 |
| Grant Wistrom           | Defensive End    | 1994-97   | 2009 |
| Will Shields            | Offensive Tackle | 1989-92   | 2011 |
| Tommie Frazier          | Quarterback      | 1992-95   | 2013 |

### Numeri ritirati
| Numeri ritirati dai Nebraska Cornhuskers |                |       |         |
| N.                                       | Giocatore      | Ruolo | Anni    |
| 20                                       | Johnny Rodgers | RB    | 1970–72 |
| 60                                       | Tom Novak      | C     | 1946–49 |
| 64                                       | Bob Brown      | OT    | 1961–63 |